# پرونده (فیلم)
پرونده نام فیلمی به کارگردانی مهدی صباغ‌زاده و نویسندگی فریدون جیرانی است. این فیلم محصول کشور ایران و تولید سال ۱۳۶۲ می‌باشد. فیلم محصول بخش فرهنگی بنیاد مستضعفان می‌باشد.

## خلاصه داستان
فئودالی به نام اکبر کلالی، که به اطرافیان خود مقروض است، طبق نقشه برادرش ظاهراً به قتل می‌رسد و قتلش را به گردن سید علی رحمت پور، کارگر گاوداری کلالی می‌اندازد. رحمت پور که نمی‌تواند در بازجویی و دادگاه بی گناهی خود را اثبات کند، به پانزده سال زندان محکوم می‌شود. پس از سپری شدن ایام محکومیت، در تلاش خود برای یافتن برادر کلالی، که علیه او شهادت داده است، در می‌یابد که اکبر کلالی زنده است. رحمت پور با کلالی در محل کارش گلاویز می‌شود و مجدداً دستگیر، محاکمه و محکوم می‌شود. پس از پیروزی انقلاب و بررسی پرونده‌ها رحمت پور آزاد می‌شود و برادران کلالی دستگیر می‌شوند.